# Бадемолистна круша
Бадемолистна, още бадемовидна круша (Pyrus amygdaliformis) е дърво от семейство Розови, високо е до 6 метра, младите клонки са овласени, по-късно голи. Листата са ланцетовидни или обратнояйцевидни, отгоре лъскави, и тъмнозелени, отдолу в началото меко овласени. Цветовете са бели, събрани в съцветия. Плодовете са жълтеникави, сферични, твърди. Разпространена в храсталаците до 1000 метра надморска височина.
- Цвят